# Jacques Fauvet
Jacques Fauvet (Parijs, 9 juni 1914 - 1 juni 2002) was een Frans journalist, directeur van het dagblad Le Monde.

## Levensloop
Licentiaat in de rechten geworden, werd Fauvet in 1937 journalist bij het dagblad l'Est républicain in Nancy. Gemobiliseerd in 1939, krijgsgevangen genomen in juni 1940, bracht hij vijf jaar door in een oflag
In juli 1945, terug in Frankrijk, trad hij toe tot de politieke redactie van 'Le Monde'. Hij was er opeenvolgend chef van de afdeling politiek (1948), adjunct-hoofdredacteur (1958) en hoofdredacteur (1968). Hij werd ook medegerant van de vennootschap 'Le Monde' (1968) en directeur (1969). Hij bleef dit laatste tot in 1982, jaar van zijn oppensioenstelling. In 1962 was hij medestichter van de Prix Aujourd'hui die jaarlijks door een jury van journalisten wordt toegekend.
In november 1980 werd hij op bevel van de minister van Justitie, Alain Peyrefitte, in verdenking gesteld onder de beschuldiging dat hij in verschillende artikelen de Franse magistratuur in diskrediet had gebracht. Hij werd na de verkiezing van François Mitterrand in 1981 geamnistieerd. Hij had de campagne van Mitterrand fors ondersteund. 
De politieke stellingnamen van Fauvet werden soms bekritiseerd. Er werd hem een sympathiserende houding tegenover het communisme  en de Sovjet-Unie toegeschreven. Jean-François Revel noemde hem zelfs een 'compagnon de route' of Fellow-traveller van de communisten.

## Latere activiteiten
Nadat hij met pensioen was, werd hij
- administrateur van de Bibliothèque nationale de France (november 1983 -december 1984,
- vicevoorzitter van de Franse commissie voor de Unesco (1984-1991).
- voorzitter van de 'Commission nationale de l'informatique et des libertés' (1984-1999).

## Publicaties
- Les Partis dans la France actuelle, 1947
- Les Forces politiques en France, 1951
- La France déchirée, 1957
- La Quatrième République, 1959
- La Fronde des généraux, 1961
- Histoire du parti communiste français, 1964-1965